# 渡口铁路

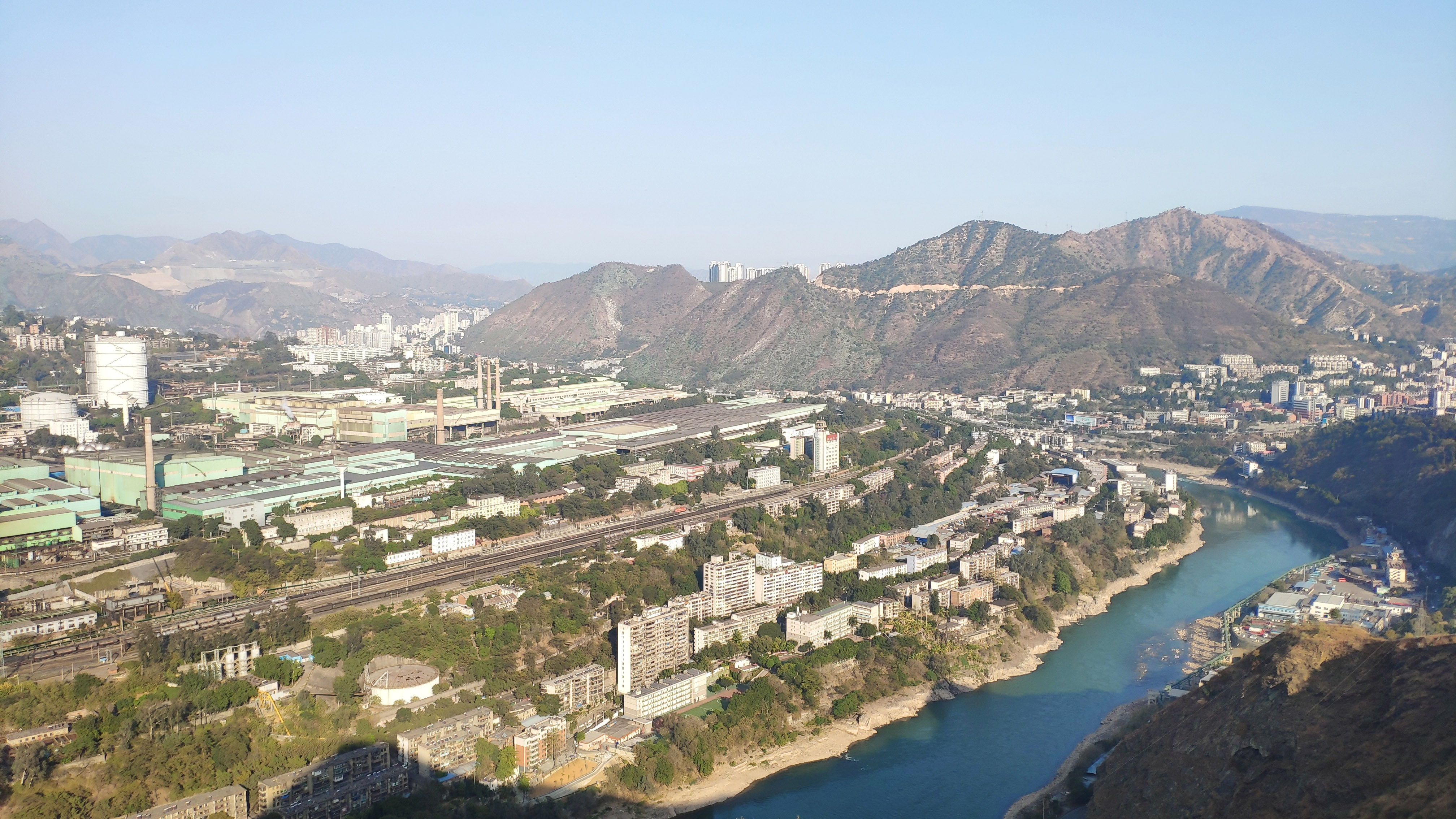
攀钢附近的弄弄坪站

渡口铁路即成昆铁路渡口支线，是位于四川省攀枝花市境内的一条支线铁路，起自成昆铁路攀枝花站以北7公里的三堆子站，向西溯金沙江左岸延伸，经渡口至格里坪止，东西向贯穿攀枝花市区，全长41.929公里，连结了攀枝花铁矿、煤矿、石灰石矿、钢铁厂、水泥厂等工矿企业。渡口支线由铁道部第二勘测设计院设计，中国人民解放军铁道兵7659部队（五师）建设，建设总投资1.13亿元，1967年4月动工，1970年4月建成通车。
2008年7419/7420次列车停运。2012年开行攀钢周末定制通勤Y885/Y886次。
2020年5月25日原成昆铁路花棚子至黄瓜园区间废线暨5月26日成昆铁路复线米攀段通车后，昆明至格里坪方向的货车需经由成昆复线广昆段、永广段、米攀段至米易东站换向后经既有成昆铁路（峨攀线）下行至牛坪子后驶入本线运行。2020年10月28日本站至成昆复线普达站联络线开通运营，昆明至至格里坪方向的货车不再经由米易换向。

## 线路概况
渡口支线设有格里坪站、巴关河站、弄弄坪站、渡口站、密地站、倮果站6座车站，并分两向由成昆铁路正线的三堆子站和牛坪子站接入正线。三向互联处位于雅砻江口附近，有双线雅砻江大桥和多条隧道，在雅砻江东岸青龙山形成了地下三角区。支线沿途修筑于金沙江山谷，跨越了金沙江左岸雅砻江、弄弄沟、巴关河等多条支流沟渠，桥隧总占支线全长近三分之一。全线有大小桥梁39座，其中大桥9座、中桥15座、小桥15座，总延长3219米。主要桥梁有雅砻江大桥（276.3米）、五道河大桥、马坎大桥（143.3米）、弄弄沟桥、巴关河大桥（381.6米）、宋家坪大桥（133.5米）。另跨过涵洞72座；穿越隧道13座，隧道总长10.155公里。
全线有曲线57个，共长18.686公里，占支线正线长的45.65%，最小曲率半径400米，最大坡度6%，最长地段1747米。初期铺设有9.944公里50公斤／米钢轨和30.987公里43公斤／米钢轨。沿途有攀钢、攀矿、水泥、洗煤等厂区矿区铁路与渡口支线相连。

## 灾害和事故
- 1971年7月31日，渡口支线弄弄坪至巴关河21公里440米处发生滑坡，线路遭到严重破坏，中断行车188小时，抢修整治过程中利用攀钢厂内线路维持运行，到1973年5月才恢复通车。
- 1979年12月30日，攀钢铁路弄弄坪西渣场延伸线施工放炮，因违反技术规范，造成邻近的渡口支线九道拐隧道拱顶塌落56米，中断行车43天，其间市里组织600多辆汽车抢运焦煤、石灰石等，保证钢铁正常生产。1980年9月塌方路段全部修复。[7]

## 纪念
同德烈士陵园和三堆子烈士陵园安葬着为修建渡口支线而牺牲的铁道兵。